# Xuxa Solamente para Bajitos
Xuxa Solamente para Bajitos é o décimo álbum de vídeo e o vigésimo oitavo álbum de estúdio da  cantora e apresentadora brasileira Xuxa. Lançado na Argentina em 12 de fevereiro de 2005 pela Sony BMG, este álbum é a versão em espanhol da coleção Xuxa Só para Baixinhos. A obra marca o retorno de Xuxa ao mercado hispânico após quase sete anos e reúne os maiores sucessos dos últimos cinco álbuns da série, cantados em espanhol.

## Produção
A produção de Solamente Para Bajitos levou sete meses, sendo dois meses dedicados exclusivamente às gravações das canções e uma semana para os videoclipes. Além disso, foram dois meses para a edição e três meses para a finalização do projeto. A equipe envolveu 80 profissionais, incluindo elenco e técnicos de vídeo, áudio, cenografia, iluminação e câmeras. Utilizou-se mais de duas toneladas de equipamentos em um estúdio de 1.200 metros quadrados. O álbum foi lançado nos formatos CD, DVD, VHS, e também teve uma versão promocional do CD. Curiosamente, a música "El Trencito" não foi incluída na versão final do CD.

## Divulgação
Para promover seu novo trabalho, Xuxa viajou a Buenos Aires e realizou duas apresentações: uma no programa La Noche del 10 com Diego Maradona e outra no Showmatch com Marcelo Tinelli.

## Lista de faixas
| CD             | | |         |  |
| N.º            | Título | Compositor(es) | Duração |  |
| 1.             | "Estatua" (Estátua)                                                                                         | Vanessa Alves Ary Sperling Versão: Graciela Carballo                                                                                                | 1:46    |  |
| 2.             | "Txutxucán" (Txu Txutxucão)                                                                                 | Vanessa Alves Ary Sperling João Andrade Versão: Graciela Carballo                                                                                   | 2:01    |  |
| 3.             | "Baile Del Mono" (The Monkey Dance)                                                                         | M. Cook J. Fatt A. Field G. Page J. Field Versão: Bárbara Noel Cudich                                                                               | 1:49    |  |
| 4.             | "Ven Que te Voy a Enseñar" (The Hokey Pokey)                                                                | Cal Scott Versão: Bárbara Noel Cudich | 2:35    |  |
| 5.             | "Cinco Monitos" (Five Little Joeys)                                                                         | M Cook J Fatt A Field G Page Versão: Bárbara Noel Cudich                                                                                            | 1:40    |  |
| 6.             | "Dos Pececitos" (Three Little Fishes)                                                                       | Josephine Carringer Bernice Idins Versão: Bárbara Noel Cudich Graciella Carballo                                                                    | 1:26    |  |
| 7.             | "El Ómnibus" (The Wheels on the Bus)                                                                        | Matt Huesmann Versão: Bárbara Noel Cudich | 1:30    |  |
| 8.             | "Los Números / Cabeza, Hombro, Pierna y Pie" ((Old John Bradlelum) e (Head, Shoulders, Knees and Toes))     | D. P. Versão: Bárbara Noel Cudich em "Los Números D. P. Versão: Bárabara Noel Cudich em "Cabeza, Hombro, Pierna y Pie"                              | 3:57    |  |
| 9.             | "Mientras el Lobo no Está" (Juguemos en el Bosque)                                                          | Joe Mac Fuste Oscar Banegas | 1:48    |  |
| 10.            | "El Sapito Salió Para Pasear" (A Frog Went a Walking)                                                       | M Cook J Fatt A Field G Page Versão: Bárbara Noel Cudich                                                                                            | 2:51    |  |
| 11.            | "El Conejito Fufu" (Little Bunny Foo Foo)                                                                   | Cal Scott Versão: Graciela Carballo | 3:03    |  |
| 12.            | "Los Tres Corderitos" (Three Billy Goats Gruff)                                                             | Greg Scelsa Mike Lewis Versão: Bárbara Noel Cudich Graciela Carballo                                                                                | 4:34    |  |
| 13.            | "Dedo de Las Manos, Dedo de Los Pies" (Fingers and Toes)                                                    | Gary Driskell Ron Kingery Stephen Elkins Versão: Bárbara Noel Cudich                                                                                | 1:37    |  |
| 14.            | "Popurrí: El Sapo no se Lava el Pie / Oruga / Conejito" ((O Sapo Não Lava o Pé), (Minhoca) e (O Coelhinho)) | D. P. - Arranjo e Adaptação: Xuxa "El Sapo no se Lava el Pie" e "Oruga" e Duhilia Frazão Guimarães Madeira "Conejito" - Versão: Bárbara Noel Cudich | 2:26    |  |
| 15.            | "Cinco Patitos" (Five Little Ducks)                                                                         | D. P. Versão: Bárbara Noel Cudich | 2:07    |  |
| 16.            | "La Muñequita" (A Bonequinha)                                                                               | D. P. Adaptação: Xuxa | 2:25    |  |
| Duração total: | Duração total:                                                                                              | Duração total: | 37:44   |  |

| VHS e DVD      | | |         |  |
| N.º            | Título | Compositor(es) | Duração |  |
| 1.             | "Introdução" | | 1:25    |  |
| 2.             | "Estatua" (Estátua)                                                                                               | Vanessa Alves Ary Sperling Versão: Graciela Carballo | 1:46    |  |
| 3.             | "Passagem (Números)"                                                                                              | | 0:20    |  |
| 4.             | "Ven Que te Voy a Enseñar" (The Hokey Pokey)                                                                      | D. P. Versão: Bárbara Noel Cudich | 2:35    |  |
| 5.             | "Passagem (Cachorro Roqueiro)"                                                                                    | | 0:21    |  |
| 6.             | "Txutxucán" (Txu Txutxucão)                                                                                       | Vanessa Alves Ary Sperling João Andrade Versão: Graciela Carballo                                                                                         | 2:01    |  |
| 7.             | "Passagem (Números)"                                                                                              | | 0:20    |  |
| 8.             | "Dos Pececitos" (Three Little Fishes)                                                                             | Josephine Carringer Bernice Idins Versão: Bárbara Noel Cudich Graciella Carballo                                                                          | 1:26    |  |
| 9.             | "Passagem (Vogais)"                                                                                               | | 0:16    |  |
| 10.            | "El Sapito Salió Para Pasear" (A Frog Went a Walking)                                                             | M Cook J Fatt A Field G Page Versão: Bárbara Noel Cudich                                                                                                  | 2:51    |  |
| 11.            | "Popurrí: El Sapo no se Lava el Pie / Oruga / Conejito" ((O Sapo Não Lava o Pé), (Minhoca) e (O Coelhinho))       | D. P. - Arranjo e Adaptação: Xuxa, em "El Sapo no se Lava el Pie" e "Oruga" Duhilia Frazão Guimarães Madeira, em "Conejito" - Versão: Bárbara Noel Cudich | 2:26    |  |
| 12.            | "No Maltrates el Gatito (Passagem Musical)" (Não Atire o Pau no Gato-tô)                                          | Versão: Bárbara Noel Cudich | 0:35    |  |
| 13.            | "El Conejito Fufu" (Little Bunny Foo Foo)                                                                         | D. P. Versão: Graciela Carballo | 3:03    |  |
| 14.            | "Passagem (Vogais)"                                                                                               | | 0:20    |  |
| 15.            | "Dedo de Las Manos, Dedo de Los Pies" (Fingers and Toes)                                                          | D. P. Versão: Bárbara Noel Cudich | 1:37    |  |
| 16.            | "Passagem (Números)"                                                                                              | | 0:20    |  |
| 17.            | "Mientras el Lobo no Está" (Juguemos en el Bosque)                                                                | Joe Mac Fuste Oscar Banegas | 1:48    |  |
| 18.            | "Passagem (Cachorro Médico)"                                                                                      | | 0:10    |  |
| 19.            | "Cinco Monitos" (Five Little Joeys)                                                                               | M Cook J Fatt A Field G Page Versão: Bárbara Noel Cudich                                                                                                  | 1:40    |  |
| 20.            | "Passagem (Desenho de Carneirinhos)"                                                                              | | 0:32    |  |
| 21.            | "Los Tres Corderitos" (Three Billy Goats Gruff)                                                                   | Greg Scelsa Mike Lewis Versão: Bárbara Noel Cudich Graciela Carballo                                                                                      | 4:34    |  |
| 22.            | "Passagem (Números)"                                                                                              | | 0:28    |  |
| 23.            | "Los Números / Cabeza, Hombro, Pierna y Pie" ((Old John Bradlelum) e (Head, Shoulders, Knees and Toes))           | D. P. Versão: Bárbara Noel Cudich em "Los Números" D. P. Versão: Bárbara Noel Cudich em "Cabeza, Hombro, Pierna y Pie"                                    | 3:57    |  |
| 24.            | "Passagem (Números)"                                                                                              | | 0:28    |  |
| 25.            | "Baile Del Mono" (The Monkey Dance)                                                                               | M. Cook J. Fatt A. Field G. Page J. Field Versão: Bárbara Noel Cudich                                                                                     | 1:49    |  |
| 26.            | "Passagem (Números)"                                                                                              | | 0:28    |  |
| 27.            | "El Ómnibus" (The Wheels on the Bus)                                                                              | D. P. Versão: Bárbara Noel Cudich | 1:30    |  |
| 28.            | "Passagem (Números)"                                                                                              | | 0:28    |  |
| 29.            | "El Trencito" (Pufferbillies)                                                                                     | D. P. Versão: Bárbara Noel Cudich | 1:19    |  |
| 30.            | "Passagem (Desenho de Patinhos)"                                                                                  | | 0:21    |  |
| 31.            | "Cinco Patitos" (Five Little Ducks)                                                                               | D. P. Versão: Bárbara Noel Cudich | 2:07    |  |
| 32.            | "La Muñequita" (A Bonequinha)                                                                                     | D. P. Adaptação: Xuxa | 2:25    |  |
| 33.            | "Créditos" ("Estátua" / "El Sapito Salió Para Passear" / "Ven Que te Voy a Ensiñar" / "Txutxucán" (Instrumental)) | | 3:20    |  |
| Duração total: | Duração total: | Duração total: | 51:13   |  |

## Ficha técnica
- Direção Artística: Xuxa Meneghel
- Direção Geral: Xuxa Meneghel
- Produzido por: Luiz Claudio Moreira e Mônica Muniz
- Direção de Produção: Junior Porto
- Direção de Efeitos Especiais: Jorge Banda Fernandes
- Coordenação de Produção: Ana Paula Guimarães
- Produção Musical: Ary Sperling
- Direção: Blad Meneghel
- Coordenação Musical: Vanessa Alves
- Engenheiro de Gravação: Val Andrade
- Supervisão Geral: Susana Piñar
- Preparação Vocal de Xuxa: Angela de Castro
- Direção de Fotografia: Luiz Leal
- Cenografia e Produção de Arte: Lueli Antunes
- Produção de Efeitos Especiais: André Lopes (Bokko)
- Coordenador Técnico: Alfredo Campos
- Cabelos e Maquiagem: Angélica Gomes e Lau Viana
- Coreografia: Vagner Meneses (Fly)
- Auxiliador de Produção: Eduardo Ramos
- Sonoplastia: Leonardo da Vinci (Mikimba)
- Edição: Paulo Campos e Isabella Raja Gaboglía
- Ass. Pós Produção: Otto Gama, Andrezza Cruzz e Carlos Waldek

## Vendas e certificações
| País                    | Certificação | Vendas  |
| ----------------------- | ------------ | ------- |
| Argentina - CAPIF - DVD | Platina      | 200.000 |